# الولادة الطارئة
```
الولادة الطارئه 
```

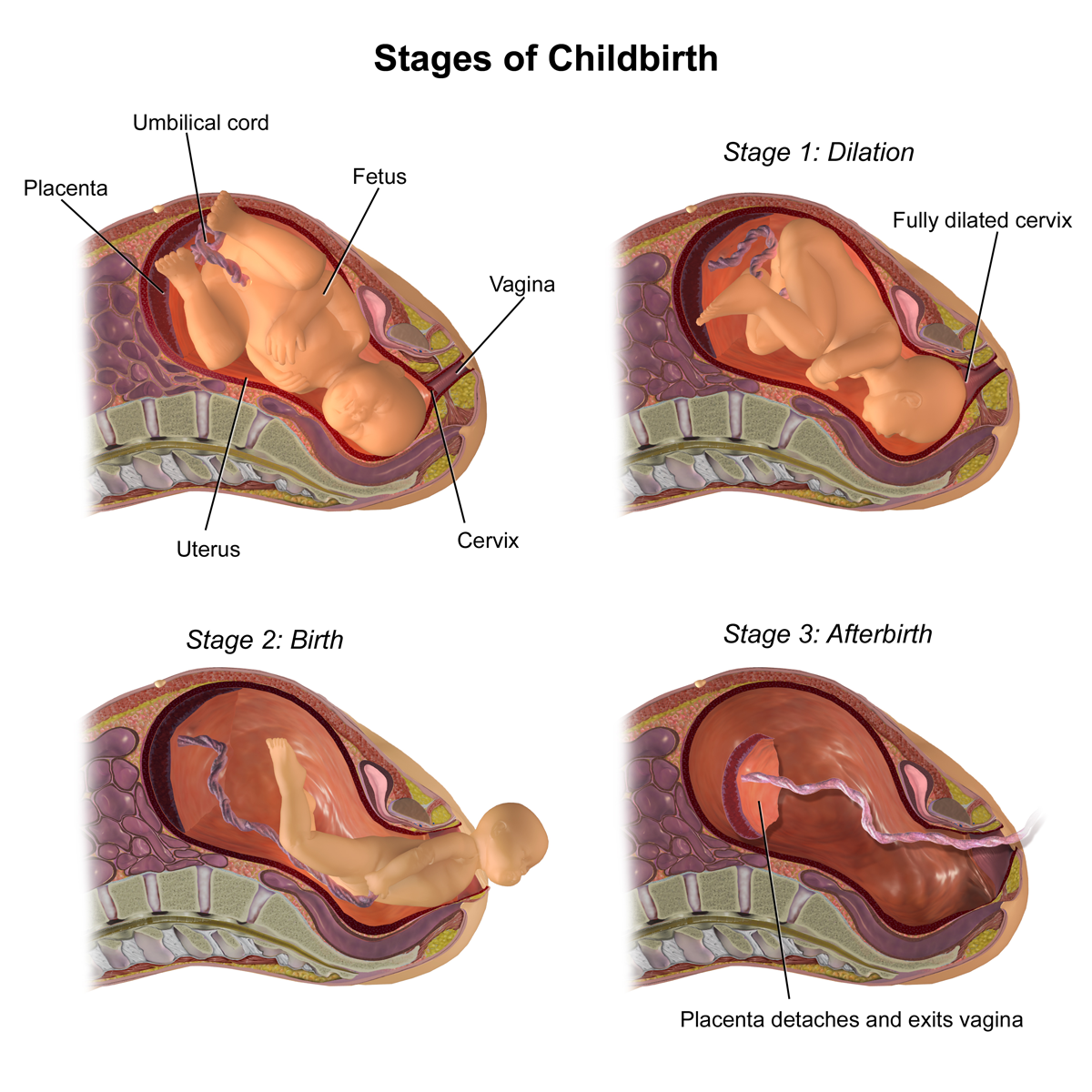

هي ولادة الطفل في مكان أو موقف غير المخطط له في معظم الحالات موقع الولادة مخطط له من قبل. يمكن ان تكون الولادة في البيت أو المشفى أو في أي مركز صحي أو مركز ولاده
في مواقف أخرى يمكن ان تحصل الولادة اثناء الطريق إلى مكان الولادة، في اغلب الاحيان تحدث الولادة من دون تواجد فرق طبيه مختصه وفي احيان أخرى يمكن ان يكون هنال رجال امن أو المستجيبون الاولون
تتخذ تدابير الولادة في الحالات الظارئه عندما تكون ولادة الطفل وشيكه
مقدمه
في كل عام تموت أكثر من 250000 امرأة حول العالم بسبب مضاعفات الولادة أو الحمل، ويكون الننزف تال للوضعمحفز انقباض الرحم مقالة نقاشكبريتات المغنسيوم مركب كيميائينقل الدم مقالة نقاشمركز ولادةزيف وارتفاع ضغط الدم من ألاسباب الرئيسية للوفاة
```
ولكن يمكننا الوقاية من العديد من هذه الوفيات بواسطة الرعاية الطارئة، والتي تشمل المضادات الحيوية، والأدوية التي تحفز وتقلص الرحم، والأدوية المضادة للنوبات، ونقل الدم، وتوليد الطفل بمساعدة (تفريغ أو ملقط) أو قيصرية
```

في عام 2012، حدثت 1.36٪ من الولادات خارج المستشفى، وقد ازداد هذا العدد على مدار الثلاثين عامًا الماضية
من المحتمل أن تكون هذه الولادات من الولادات المنزلية والولادات في مراكز الولادة، حيث تحدث 66٪ في المنزل و 29٪ في مراكز الولادة.
في دراسة الولادات المنزلية في الولايات المتحدة وكندا، تطلب حوالي 12٪ من محاولات الولادات المنزلية النقل العاجل إلى المستشفى للحصول على رعاية أكثر تخصصًا. تشمل أسباب النقل فشل المخاض في التقدم، أو إرهاق الأمهات أو الحاجة إلى المزيد من مسكنات الألم، أو مضاعفات الأم / الجنين (انظر أدناه)
التجهيز
عادة ما تطلب النساء الحوامل الرعاية الطبية طوال فترة الحمل ويخططن لولادة طفل مع فريق رعاية صحية. في حالة الولادة الطارئة، يوصى بالبحث عن مزيد من التعليم ووضع خطه
```
التجهيز المبكر 
```

تغطي العديد من التجهيز في تعليم الولادة إجراءات الولادة الطارئة. يتم تدريب الآباء على تعلم علامات المخاض المبكر أو المؤشرات الأخرى التي قد تحتاج المساعدة. يمكن لمقدمي الرعاية اتخاذ التدريب حول دعم حياة الرضع والأطفال. كما يوصي البعض بوجوب مجموعة من لوازم الطوارئ في المنزل مثل: المناشف النظيفة، والشراشف، والمقص النظيف، والقفازات المعقمة، والوسادات الصحية، والحفاضات، وتعليمات التنفس المنقذه للرضع
التجهيز في الحلات المتاخره
يمكن العثور على مساعدة إضافية عن طريق الاتصال برقم 911 (في الولايات المتحدة) أو رقم قابل للتطبيق للحصول على خدمات طبية طارئة أو طاقم طبي قريب.
يمكن اعتبار السيارة التي تسير بأمان نحو الرعاية الطبية خيارًا مقبولًا خلال المرحلة الأولى من المخاض (التوسيع والتضخيم). خلال المرحلة الثانية من المخاض (الدفع والولادة)، تتوقف السيارة عادة ما لم تصل قريبًا إلى منشأة طبية. إذا تم أخذ مركبة، يمكن للركاب الإضافيين دعم الأم والطفل في المساعدة في الولادة. تبقى الأم والطفل دافئين طوال الوقت.
إذا لم تتمكن من الوصول إلى منشأة طبية، فسيتم البحث عن مبنى آمن مع جدران وسقف يوفر الحماية من البيئة. يفضل استخدام منطقة دافئة وجافة مع سرير.
يتم جمع الإمدادات لكل من الأم والطفل.و قد تشمل المستلزمات الممكنة البطانيات والوسائد والمناشف والماء النظيف الدافئ وزجاجات الماء الدافئ والصابون والمناشف النظيفة وملابس الأطفال والأغطية والقفازات المعقمة والوسادات الصحية وحفاضات الأطفال وعلامات تحديد الهوية للأم والطفل وتعليمات التنفس المنقذ للرضع. يمكن تحضير سرير للطفل بسلة أو صندوق مبطن ببطانية أو ملاءات. هناك حاجة إلى ربط الحبل السري في مكانين. يمكن استخدام أربطة الحذاء أو شرائح ورقية مطوية في أشرطة ضيقة. يمكن تعقيم هذه الأشياء بالغليان لمدة (20 دقيقة) أو النقع في الكحول (حتى 3 ساعات). هناك حاجة لمقص أو سكين لقطع الحبل السري ويمكن تعقيمه بنفس الإجراءات.
```
التقييم 
```

يجب الحصول على تاريخ الولادة في الخلفية: كم عدد الولادات السابقة التي كانت لدى المريض (إذا لم تكن هذه هي ولادتها الأولى، فقد تكون مخاض المريض قصيرًا)، وكم عدد الأسابيع التي تكون فيها أو ما هو تاريخ الولادة المقدر لها، أي المخاوف المتعلقة بهذا الحمل مثل إخبارها بأن لديها توأمان، أو إخبارها بأنها تعاني من مضاعفات، أو حتى إذا تلقت رعاية منتظمة قبل الولادة. يجب طلب أي تاريخ طبي آخر ذي صلة، والحساسية، والأدوية، والعلامات الحديثة للعدوى (الحمى)
العلامات والأعراض
أي تدفق للسوائل؟ قد يشير هذا إلى أن تمزق الأغشية وذلك لإفراز السائل الأمنيوسي وأن المخاض سيبدأ على الأرجح قريبًا إذا كان المريضه في الأشهر الاخيره.
أي نزيف مهبلي؟ يمكن أن يشير إلى عرض دموي، أو كمية صغيرة من التفريغ الدموي قبل المخاض، أو إذا حدثت كميات كبيرة من النزيف، فقد يشير ذلك إلى مضاعفات محتملة تهدد الحياة.
كم هي متكررة الانقباضات؟ إحدى التوصيات الشائعة هي أن المريض قد يكون في المخاض النشط إذا كانت التقلصات متباعدة لمدة 5 دقائق لمدة ساعة واحدة (إذا لم يحدث تمزق في الأغشية).
هل تشعر بالحاجة للدفع مع تقلصاتها؟ هذه إشارة ستحدث قريبا
الفحص الفيزيائي
إذا سمح الوقت وإذا تم التدريب: يجب على المرء الحصول على علامات حيوية لتشمل معدل ضربات قلب الأم ومعدل التنفس وضغط الدم ودرجة الحرارة ومعدل الأكسجين.
يجب أن يلف المريض البطانيات المتوفرة للخصوصية.
يجب فحص بطن المريض والشعور به لوجود تقلصات، ويجب ملاحظة شدة الانقباضات وتواترها وطولها.
بترخيص من المريض وخصوصيته، يجب إجراء فحص لمنطقة الحوض؛ بشكل عام، يمكن للمراه إجراء ما يلي:
إذا كان هناك أي جزء من الرضيع. فسوف تشعر بصلابة رأس الطفل بمقابل أن يشعر بلونة أردافه.
إذا كان رأس الطفل يظهر خارج المهبل (التتويج)، فسيحدث الولادة قريبًا وسيبدأ التحضير في ولادة الطفل
يجري الأطباء المدربون فحص عنق الرحم يدويًا لتحديد تمدد عنق الرحم للمريض.
بعد الفحص البدني، وإذا لم تتوج المريض، يجب وضع المريض في وضع الاستلقاء الجانبي الأيسر (الاستلقاء على جانبها الأيسر).
ولادة طفل رضيع في الوضع الطبيعي
المرحلة الأولى من المخاض: تمدد وتضخم عنق الرحم
قد تستمر هذه المرحلة من المخاض من 2 إلى 18 ساعة. قد يتم طلب مزيد من الرعاية خلال هذا الوقت.
التقييم (أعلاه) يتكرر، تقييم التغيير في مرحلة المخاض.
يتم تشجيع الأم على المشي أو الجلوس في وضع مريح
المرحلة الثانية: اتساع عنق الرحم
قد تستمر هذه المرحلة من 5 دقائق إلى 3 ساعات.
موضع. يتم وضع الأم في وضع، مستلقية على ظهرها، مع قدميها فوق أو على نفس مستوى الوركين. يتم وضع العجان (المسافة بين المهبل والشرج) على حافة السرير.
```
يغسل: يتم تنظيف العجان بمحلول مطهر أو بالماء والصابون.
سوف يقوم أي مساعدين بغسل اليدين بالماء والصابون وارتداء قفازات معقمة أو نظيفة.
```

دفع.
```
يتم تشجيع الدفع أثناء التقلصات. 
```

. يتم تسليم رأس الطفل.
```
يتم التحكم في توصيل الرأس لمنع الطرد السريع. 
```

يتم وضع إحدى يديك على العجان بينما تضغط الأخرى على رأس الطفل عند خروجه.
```
يمكن تطبيق الضغط الناعم على ذقن الطفل من خلال العجان للمساعدة في طرد الرأس. 
```

لا يزال الطرد السريع ممنوعًا بضغط الرأس الناعم لتقليل التمزقات المهبلية.
فحص الحبل.
```
يتم إجراء فحص للبحث عن وجود حبل سري (حبل nuchal) حول عنق الطفل.إذا كان موجودًا، يتم استخدام السبابة لمحاولة سحبه فوق رأس الطفل. إذا لم يتم ذلك، يتم تثبيت / ربط السلك في مكانين. ثم يتم قطع الحبل بعناية، وتجنب إصابة الطفل أو الأم. 
الكتف الأمامي. يتم تسليم الكتف الأمامي. هذا هو الكتف على الجانب الأمامي من الأم، باتجاه بطنها. تحمل المساعد رأس الطفل بيديه وقد يحتاج إلى الضغط قليلاً لأسفل (نحو فتحة الشرج) لمساعدة الكتف الأمامي. الضغط الشديد يمكن أن يصيب الجنين. 
```

إذا تعلق الكتف فهذا يسمى عسر ولادة الكتف. انظر الإجراء لتخفيف عسر ولادة الكتف (أدناه).
الكتف الخلفي. ثم يتم تسليم الكتف الخلفي عن طريق الضغط الصاعد البسيط (بعيدًا عن فتحة الشرج).
أمسك طفل. عادة ما يخرج الطفل فورًا بعد الكتفين.
تم الإمساك بالطفل مشيرًا إلى أن الأطفال زلقون. يقوم المساعد بحمل الطفل على مستوى المهبل.
قطع الحبل. يتم تثبيت وقطع الحبل السري. يتم تثبيت السلك في مكانين على بعد 6 سم إلى 8 سم من الطفل.
المشابك أو الروابط محكمة لإيقاف تدفق الدم. يتم قطع الحبل بين المشبكين أو الروابط.
يتم استخدام مقص معقم أو سكين معقم.
مساعد آخر قد يساعد في ذلك.
طفل جاف. يتم تجفيف الطفل وتغليفه والحفاظ عليه دافئًا. يتم توفير رعاية مناسبة للولدان أو يوضع الطفل على ثدي الأم على جلدها العاري. يمكن وضع رباط تعريف على الطفل.
المرحلة الثالثة من المخاض: ولادة المشيمة
يعلق الطفل على المشيمة بواسطة الحبل السري. بعد قطع الحبل، عادة ما تكون المشيمة داخل الأم. تخرج المشيمة عادةً في غضون 2-10 دقائق، لكنها قد تستغرق 60 دقيقة.
قبل خروج المشيمة، هناك تدفق من الدم كلما زاد طول الحبل.
يمكن تثبيت الحبل السري مشدودًا، ولكن لا يجب سحبه بقوة كبيرة.
يتم تسليم المشيمة ويتم فحصها للتأكد من اكتمالها. يجب تخزين المشيمة في كيس لفحصها من قبل أفراد طبيين مدربين.
ستحتاج الأم إلى طبيب مدرب لفحص التمزقات المهبلية التي ستحتاج إلى إصلاح الغرز
النزيف بعد الولادة (نزف ما بعد الولادة)
بعد ولادة الطفل، يمكن أن يتسبب الرحم الذي لا ينقبض (الرحم الناري) أو الرحم الممزق أو الأجزاء المتبقية من المشيمة أو الرضيع أو الأجزاء المتبقية من المشيمة أو الطفل في حدوث نزيف حاد. عادة ما تتم إدارة النزيف التالي للولادة بشكل وقائي عن طريق تدليك الجزء السفلي من البطن (تدليك قاعدي)، مما يزيد من تقلص الرحم ويوقف النزيف. بالإضافة إلى ذلك، يتم تطبيق الجر المطرد على الحبل لمنع الصدمة، وسحب الحبل (تمزق الحبل السري)، وانقلاب الرحم، ومنتجات المشيمة المحتبسة، والتي يمكن أن تزيد جميعها من فقدان الدم و / أو خطر الإصابة بالعدوى.
يتم تعريف نزيف ما بعد الولادة من خلال فقدان أكثر من 500 مل من الدم خلال 24 ساعة بعد الولادة. من الصعب التنبؤ بعدد قليل من عوامل الخطر المعروفة ويحدث في 3٪ من النساء، مما يؤدي إلى 150.000 حالة وفاة سنوية في جميع أنحاء العالم.
```
بمجرد حدوث نزيف غير متحكم فيه، يمكن أن يكون التدبير يدويًا (تدليك قاعدي من الخارج، وتعبئة الرحم، ونزيف دكّان من الداخل ببالون أو قسطرة للواقي الذكري)، ودوائية (مع الأوكسيتوسين، الإرغوتامين، الميزوبروستول). إلى جانب هذه العلاجات، يجب معالجة الصدمة بالسوائل الوريدية أو عمليات نقل الدم كما هو موضح أدناه
```

فقدان الدم الشديد يؤدي إلى الصدمة
في حالة الصدمة، قد ترى جلدًا باردًا باردًا، وبشرة شاحبة (خاصة حول العينين والفم واليدين) والتعرق والقلق وفقدان الوعي. قد تلاحظ سرعة ضربات القلب (110 نبضة في الدقيقة أو أكثر)، وانخفاض ضغط الدم (90 ملم زئبقي الانقباضي أو أقل)، وانخفاض إنتاج البول.
يجب وضع المرأة على جانبها الأيسر، مع رفع الساقين والأرداف لتشجيع تدفق الدم إلى القلب مع الجاذبية. في حال توفره، يجب أن تبدأ سوائل الوريد (اللاكتات أو محلول ملحي عادي) بمراقبة معدل ضربات القلب وضغط الدم والمظهر. إذا كان متاحًا، فيجب استخدام قثطارتين كبيرتين تتحملان الوريد (مقاس 16 أو أكبر متاح) لصب 1 لتر بسرعة في 15-20 دقيقة، بهدف إعطاء 2 لتر في الساعة الأولى. إذا كانت غير قادرة على بدء الحقن الوريدي وكانت المرأة قادرة على الشرب واعية مع عدم حدوث تشنجات حديثة، اعط 300-500 مل من السوائل عن طريق الفم. إذا كانت المرأة غير قادرة على الشرب، أو فاقد الوعي، أو لديها تشنجات مؤخرًا، يمكن إعطاء السوائل عن طريق الحقنة الشرجية أو علبة الحقن الشرجية. املأ حقنة شرجية بسائل 500 مل IV ، ثبّت طرف الأنبوب وأدخل 10 سم (3-4 بوصات) في المستقيم. في حالة ملء حقنة شرجية، يمكن تشغيل الماء ببطء أو التقلصات، مما يدفع الماء للخارج
مقدمة الولادة
عادة، يكون الرأس هو الجزء الأول من الجسم الذي يظهر خارج قناة الولادة. ومع ذلك، يمكن أن تظهر أجزاء أخرى مثل الأرداف أو القدمين أولاً، ويشار إليها باسم عرض المقعد. قد يزداد خطر حدوث الولادة المقعدية مع حالات الحمل المتعددة (أكثر من طفل واحد)، عندما يكون هناك القليل جدًا أو السوائل الزائدة في الرحم، أو إذا كان الرحم بشكل غير طبيعي. يمكن للرضع المقعدين أن يولدوا عن طريق المهبل اعتمادًا على تجربة مقدم الخدمة وإذا كان الجنين يستوفي معايير محددة منخفضة المخاطر، إلا أنه يوصى بإجراء عملية قيصرية إذا كانت متوفرة. من الناحية المثالية، لا ينبغي إجراء الولادة المقعدية المهبلية دون توافر إمكانات قيصرية طارئة قريبة ويجب بذل جهود واسعة لجلب امرأة في المخاض مع تقديم المقعد إلى المستشفى. هناك العديد من أشكال العروض المقعدية والطرق المتعددة التي يمكن أن يعلق فيها الطفل أثناء الولادة. في حالة حدوث الولادة المقعدية، سيقوم الموفر بتوجيه الوركين عن طريق إعطاء جر خفيف إلى أسفل يمسك الحوض حتى يكون لوح الكتف موجودًا. ثم على مستوى الإبطين، يتم تسليم كل كتف عن طريق تدوير الطفل حسب الحاجة، ثم تدوير 180 درجة لاحقًا لتوصيل الكتف الآخر. يتم توصيل الرأس بعناية شديدة إلى ذراعي الطفل. سيتم تسليم الذراعين إلى أسفل من خلال الفرج، وقد يتعين تثبيته برفق إلى أسفل بواسطة أصابع المزود
التشنجات
يمكن أن تحدث التشنجات (النوبات) في الحمل بسبب أسباب محددة من النوبات مثل تسمم الحمل والأسباب العادية للنوبات مثل الصرع.
تشمل العلامات التحذيرية التي قد تؤدي إلى التشنجات ما قبل التشنج، وهي حالة يمكن أن تصاب بها المرأة الحامل بعد 20 أسبوعًا من الحمل تتميز بارتفاع ضغط الدم الجديد والصداع والرؤية الضبابية وصعوبة التنفس من السوائل في الرئتين والبروتين في البول من الفشل الكلوي، وارتفاع إنزيمات الكبد من خلل في وظائف الكبد، وربما عيوب التخثر من ضعف الصفائح الدموية.
إذا بدأت المرأة الحامل في التشنجات، فيجب طلب مساعدة ومساعدة إضافيتين. لا ينبغي للمرء كبح جماح المريض، بل استلقِ على جانبها الأيسر وفحص مجرى الهواء (الفم والأنف والحنجرة). إن قلب المريض على جانبها يقلل من خطر التنفس في القيء والبصق. إذا كانت متوفرة، فإن كبريتات المغنيسيوم هي العلاج المفضل للنوبات عند النساء الحوامل، بدءًا بجرعة 4 مجم في الوريد على مدى 5 دقائق.
```
الإحساس بالدفء أثناء التسريب أمر طبيعي، ومع ذلك، هناك أيضًا خطر توقف التنفس باستخدام كبريتات المغنيسيوم، مما يشير إلى أن الجرعة عالية جدًا. إذا حدث ذلك، يمكن استخدام غلوكونات الكالسيوم لعكس التأثيرات (1 جم IV على مدى 10 دقائق، غالبًا في محلول). [9] بشكل عام، تأكد من أن معدل التنفس لا يقل عن 16 نفسًا في الدقيقة وأن منعكس الركبة لا يزال سليماً قبل إعطاء المزيد من كبريتات المغنيسيوم. إذا لم تتوفر كبريتات المغنيسيوم، يمكن استخدام الديازيبام لعلاج التشنجات أثناء الحمل. يجب أن تكون الجرعة الأولى، جرعة التحميل، 10 ملغ من الديازيبام IV تعطى أكثر من دقيقتين. بعد ذلك، يمكن تكرار جرعة التحميل. جرعة الصيانة هي 40 ملغ من الديازيبام في سوائل 500 مل IV. يجب ألا تزيد كمية الديازيبام المستخدمة عن 100 مجم في 24 ساعة ويجب تناولها من أجل الحفاظ على استيقاظ المرأة وإيقاعها ومعدل التنفس فوق 16 نفسًا في الدقيقة
```

عسر الولادة الكتف
في حالة عسر ولادة الكتف، يُحاصر الكتف بعد توصيل الرأس، مما يمنع ولادة بقية الطفل. عامل الخطر الرئيسي (بخلاف التاريخ السابق لحدوث عسر الولادة في الكتف) هو أن يكون الطفل كبيرًا جدًا (عملقة)، والتي يمكن أن تنتج عن زيادة الوزن لدى الأم أو زيادة الوزن، ومرض السكري ، والحمل لفترة طويلة جدًا (الحمل التالي).
```
يمكن أن يؤدي عسر ولادة الكتف إلى المزيد من المضاعفات الجنينية مثل انضغاط العصب والإصابة في الكتف (الضفيرة العضدية)، وكسر في الترقوة ، وانخفاض الأكسجين في الجنين (سواء بسبب ضغط الحبل السري أو بسبب عدم قدرة الطفل على نفس). غالبًا ما يتم الإشارة إلى عسر ولادة الكتف من خلال تراجع الرأس بين الانقباضات عندما يتم تسليمها بالفعل ("علامة السلاحف"). يشمل العلاج مناورة McRoberts ، حيث تقوم الأم بثني فخذيها إلى معدتها وركبتيها متباعدتين مع الضغط على الجزء السفلي من بطنها ، والمناورة اللولبية Wood ، حيث يدخِل المولّد يدًا في المهبل لتدوير الجنين. إذا فشلت جميع المناورات ، فسيتم الإشارة إلى العملية القيصرية
```